# Santosha
Santosha, 'tevredenheid', is een religieus of spiritueel filosofisch concept voor de bron van de allerhoogste vreugde. Santosha wordt onder andere beschreven in de Mahabharata (of Bharata), een omvangrijk religieus en filosofisch epos uit India, dat samen met de Ramayana een belangrijke culturele hoeksteen van het hindoeïsme vormt. Santosha is een van de mogelijke uitingen van sat-chit-ananda (de drie aspecten van Paramatman of Brahman).
Santosha betekent onder meer dankbaarheid, tevredenheid, vreugde. Als een van de Niyama's (een onderdeel van het achtvoudige pad van Patanjali) is het een voorschrift voor yogi's (mensen die het pad van yoga volgen) voor zelfzorg. Santosha is een voorschrift dat bijdraagt aan mentale gezondheid.
Santosha is verder door Patanjali beschreven in de Yogasoetra's, als een van de vijf delen van Niyama:

42. (b) Santosha is de bron van de allerhoogste vreugde (sukha).

Door de oefening van zijn wil probeert de yogi een toestand van voortdurend evenwicht en stilte te bereiken, een gemoedsrust gebaseerd op tevredenheid. Die tevredenheid komt weer voort uit onverschilligheid jegens persoonlijke genoegens, comfort en dergelijke (vairagya, ongehechtheid). De yogi blijft kalm wat er ook in de buitenwereld of de 'binnenwereld van zijn denken' gebeurt. Het doel van tevredenheid is het verwerven van Vrede, voorbij 'alle illusie en ellende'.